# Calvados (informatique)
Pour les articles homonymes, voir Calvados.
Calvados est un service télématique français pour Apple II et Apple III, actif dans les années 1980. Le nom est un jeu de mots réunissant DOS et la pomme d'Apple, dans une référence à l'eau de vie à base de pommes.
Il s'agissait d'un projet lancé par Steeve Plummer, de l'American College in Paris, en collaboration avec Apple et Jean-Louis Gassée (directeur de Apple Seedrin, devenu ensuite Apple France). L'APC avait acquis au printemps 1981 un ordinateur Harris (en)-500 avec 1,2 Mo de mémoire et une quarantaine de ports pour terminaux. Un étudiant, Howard Marks, demanda s'il était possible de relier le Harris à l'Apple II qu'il avait chez lui, pour éviter de faire la queue pour accéder aux terminaux et y lancer des programmes écrits en APL ; il réalisa un prototype à l'été 1981. Outre la mise à disposition à des particuliers d'outils nouveaux, le projet avait pour but de pouvoir relier Apple à ses revendeurs, et transmettre des communications commerciales et des ordres de commandes ; c'est Jean-Louis Gassée, directeur de Seedrin, qui demanda à ce qu'on ajoute des fonctionnalités de messagerie à l'outil de Marks. Le projet fut mis en ligne le 19 avril 1982. Il consistait en un serveur géré par l'ordinateur Harris-500 de l'APC, et utilisait l'infrastructure de Transpac.
Pour se connecter, un utilisateur devait disposer d'un Apple II ou Apple III, ainsi que d'un modem, et acheter une pochette « Calvakit ». L'utilisateur devait également payer à la minute (avec un tarif heures creuses et heures pleines),.
Plusieurs services étaient disponibles : service de messagerie, forum de discussion (« Graffiti »), envoi de fichiers et de programmes, panneau de petites annonces, liaison aux dépêches AFP (à partir de 1986), services financiers (cotations quotidiennes, informations sur les entreprises, suivi de portefeuille financier, administration de biens), et copie d'écran (format image, ou texte pour imprimante). Le réseau proposait également un service permettant à un utilisateur d'accéder aux ressources de calcul du Harris-20 supportant l'infrastructure, en temps partagé, afin d'y exécuter des programmes gourmands en ressources. Apple avait également créé trois bases de données : BDT (où les utilisateurs trouvaient la réponse à des questions techniques), BDL (liste de logiciels compatibles Apple en France), BDM (liste de matériels). D'autres services personnalisés étaient également proposés, comme la conversion de bases de données.
Le directeur de l'entreprise Service Calvados, qui gérait ce service jusqu'en 1988 était Lionel Lumbroso, ancien ami du guitariste de rock Louis Bertignac. Lui-même musicien, Lumbroso a été bassiste dans une des premières formations musicales qui allait conduire au milieu des années 1970 à la création du groupe  Téléphone .

## Calvacom
En 1986, un fonds d'investissement, Élysée Investissements, prend une participation dans la société Service Calvados pour 11 millions de francs ; l'entreprise, renommée la même année, en Calvacom, passe de huit à trente salariés en quelques mois, et déménage en juin 1986 dans des locaux boulevard de Grenelle. L'entreprise connaît alors des déboires et les changements dans l'équipe dirigeante se succèdent. François Benveniste fut directeur de la société entre 1993 et 1998, époque à laquelle elle fut l'une des premières à donner accès à Internet en France. Elle fut ensuite rachetée par PSInet.
Plusieurs personnalités de l'informatique (et plus tard, de l'Internet) française fréquentaient le réseau : Roland Moreno, Jean-David Blanc (premier à avoir piraté le réseau, à 14 ans), Chine Lanzmann, etc.
Le jeu vidéo textuel La femme qui ne supportait pas les ordinateurs (publié en 1986 par Froggy Software) se passe sur ce réseau. L'interface du jeu vidéo simule l'interface de Calvados, comme si l'ordinateur du joueur y était connecté ; on croise aussi, dans un salon de chat général, les pseudonymes des habitués du réseau à l'époque (Lumbroglio pour Lionel Lumbroso, Chine pour Chine Lanzmann, Pepe Louis pour le fondateur de Froggy Software Jean-Louis Le Breton, Benv pour François Benveniste, etc.).